# Kantörsporing
Kantörsporing (Antrodiella niemelaei) är en svampart som tillhör divisionen basidiesvampar, och som beskrevs av Petr Vampola och Vlasák. Kantörsporing ingår i släktet Antrodiella, och familjen Steccherinaceae. Arten är reproducerande i Sverige.